# Atiaia consobrina
Atiaia consobrina là một loài bọ cánh cứng trong họ Cerambycidae.